# Tomislav
Tomislav (рус. «Томислав») — тёмное пиво низового брожения, которое производится в Хорватии Загребской пивоварней, принадлежащей активам международной пивоваренной корпорации Molson Coors. Самое крепкое пиво среди всех сортов, промышленно производящихся в Хорватии, и самое популярное специальное пиво страны.
Было впервые сварено Загребской пивоварней в 1925 по случаю празднования тысячелетия коронования первого хорватского короля Томислава и было названо в честь этого монарха.

## Характеристика
Tomislav остается единственным пивом, промышленно производящимся в Хорватии с применением обжаренного солода, который придает напитку характерный карамельный вкус. Имея содержание алкоголя на уровне 7,3 % и плотность 18 %, Tomislav является крепчайшим и плотнейшим пивом Хорватии.
Сам производитель не определяет принадлежность напитка к тому или иному стилю пива, но большинство специализированных изданий и сайтов относят его к балтийским портерам.